# 福島県道15号小名浜四倉線
福島県道15号小名浜四倉線（ふくしまけんどう15ごう おなはまよつくらせん）は、福島県いわき市を通る県道（主要地方道）である。

## 概要
いわき市小名浜地区と四倉の国道6号を結ぶ。
いわき市中部の海沿いの地域を貫く幹線道路で、新舞子ビーチ、薄磯、豊間の海水浴場や、塩屋崎灯台・沼の内弁財天などの名所をつなぐ。

### 路線データ
- 起点：いわき市泉町滝尻字南坪
- 終点：いわき市四倉町字東一丁目
- 総延長： 26.926 km[要出典]
- 重用延長：4.565 km[要出典]
- 実延長：22.361 km[要出典]

## 歴史
- 1954年1月20日 - 建設省告示第16号が公布され、福島県道江名小名浜線と四倉江名線が主要地方道小名浜四ツ倉線として指定される。
- 1964年12月28日 - 建設省告示第3620号が公布され、福島県道磐城豊間四倉線（石城郡小名浜町が合併により磐城市となったため路線名が変更された）が主要地方道磐城豊間四倉線に指定される。
- 1971年6月26日 - 建設省告示第1069号が公布され、福島県道磐城豊間四倉線が主要地方道小名浜四倉線に指定される。
- 1972年（昭和47年）5月2日 - 福島県によって現行の県道路線に認定される[2]。
- 1993年（平成5年）5月11日 - 建設省から、県道小名浜四倉線が小名浜四倉線として主要地方道に指定される[3]。

## 路線状況

### 重複区間
- 国道6号（いわき市平下神谷御城 - いわき市四倉町字東一丁目）

### トンネル
中之作南トンネル
- 全長：96.4m[4]
- 幅員：6.5（10.5）m
- 高さ：6.5m
- 工法：上部半断面先進工法
- 竣工：1972年3月[5]
- 施工：掘江工業[6]

永崎字馬落前から中之作字榎戸に跨る。総事業費は8300万円。
中之作北トンネル
- 全長：194.3m[4]
- 幅員：6.5（10.5）m
- 高さ：6.5m
- 工法：上部半断面先進工法
- 竣工：1973年3月[5]
- 施工：加地和組

中之作字戦から江名字安竜に跨る。総事業費は1億1000万円。
安竜トンネル
- 全長：141.0m[4]
- 幅員：6.5（8.5）m
- 高さ：6.0m
- 工法：上部半断面先進工法
- 竣工：1971年12月[5]
- 施工：加地和組[6]

江名字風越から江名字天ヶ作に跨り、真言宗江龍山真福寺の境内の地下を横断する。南詰にて当県道の旧道と接続する。
新江名トンネル
- 全長：165.7m[4]
- 幅員：6.5（8.5）m
- 高さ：6.0m
- 工法：上部半断面先進工法
- 竣工：1973年3月[5]
- 施工：加地和組[6]

江名字天ヶ作地内に位置する。総工費は1億1200万円。
合磯トンネル
- 全長：195.0m[4]
- 幅員：6.5（8.5）m
- 高さ：6.0m
- 工法：上部半断面先進工法
- 竣工：1974年3月[5]
- 施工：加地和組[6]

江名から平豊間に跨る。起点側すぐに福島県道48号江名常磐線が分岐する丁字路が位置する。総工費は1億7100万円。
豊間トンネル
- 全長：126.3m[4]
- 幅員：6.5（8.5）m
- 高さ：6.0m
- 工法：上部半断面先進工法
- 竣工：1970年6月[5]
- 施工：加地和組[6]

平豊間から平沼ノ内に至る。1969年度より地方道改良事業として着工された。総工費は当時の金額で7000万円。

### 橋梁
芳川橋
- 全長：118.0m
- 幅員：16.3m
- 竣工：1975年[7]

泉町滝尻字松原から小名浜字平蔵塚に至り、二級水系藤原川を渡る。橋上は上下対向2車線で供用され、上下線両側に歩道が整備されている。東詰には新常磐交通吉川橋バス停（同音だが表記が異なる）が設置されている。
豊間橋
- 全長：43.3m
- 幅員：11.3m
- 竣工：1963年[8]

平豊間字下町、字塩場に位置し、二級水系諏訪川を渡る。
六十枚橋
- 全長：259.0m
- 幅員：12.0m
- 竣工：1979年

## 地理

### 交差する道路

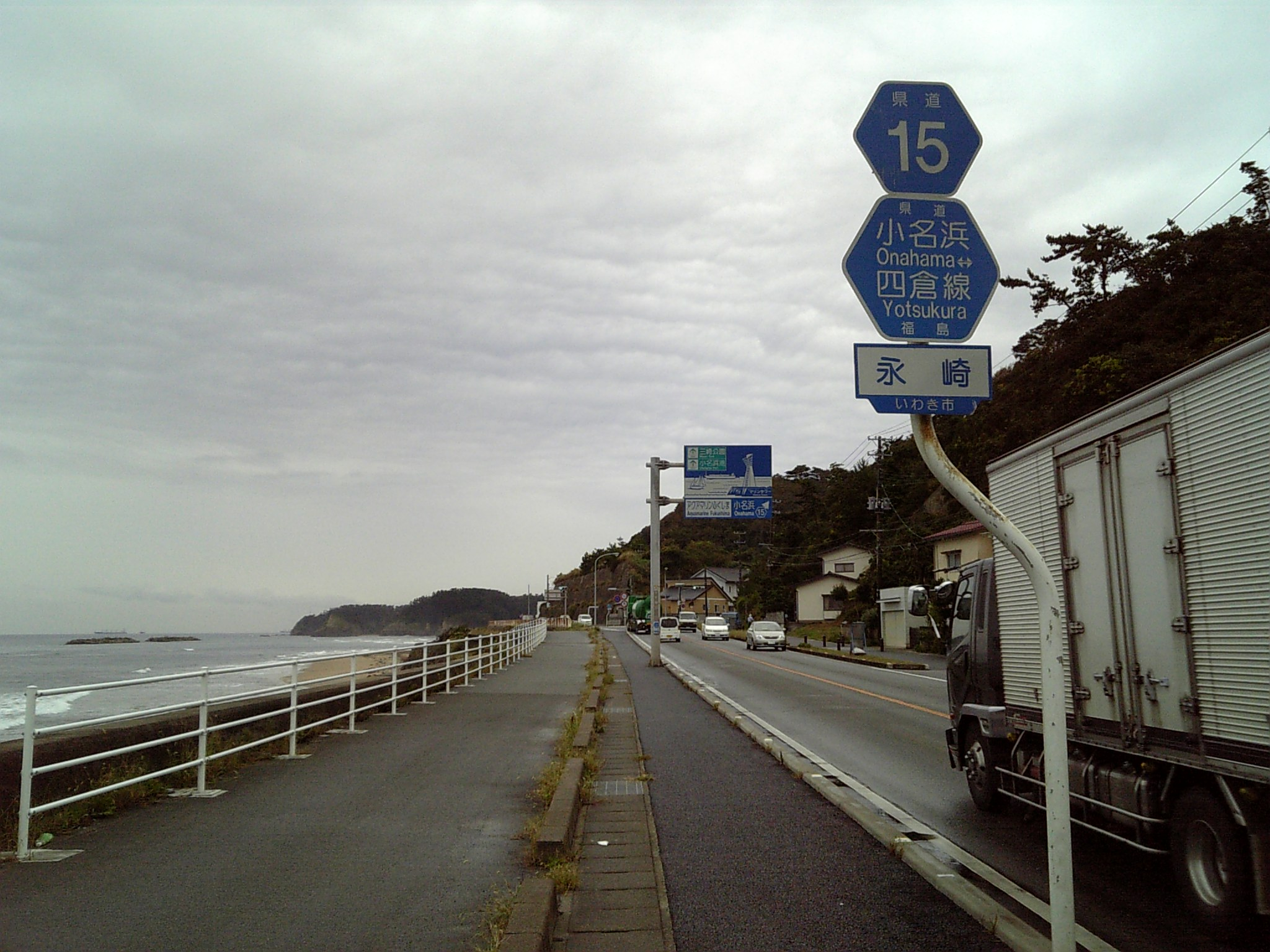
東日本大震災前のいわき市永崎付近（2007年9月）

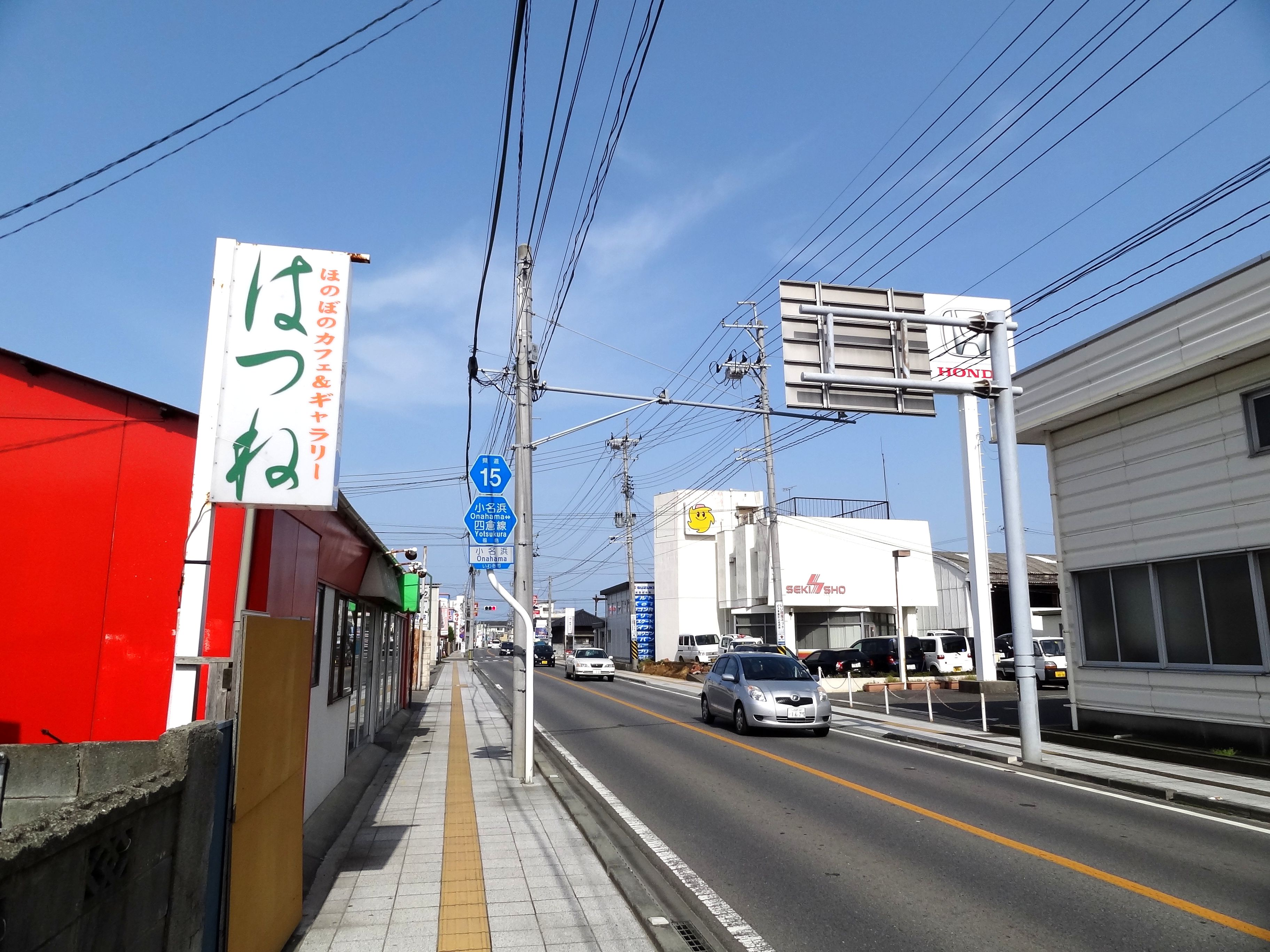
いわき市小名浜付近

- 福島県道20号いわき上三坂小野線・福島県道240号釜戸小名浜線（起点）
- 福島県道26号小名浜平線・福島県道156号小名浜港線（いわき市小名浜本町、小名浜本町交差点）
- 福島県道66号小名浜小野線（いわき市小名浜下神白林崎）
- 福島県道48号江名常磐線（いわき市江名南町）
- 福島県道382号豊間四倉線（いわき市平豊間兎渡路）
- 福島県道241号下高久谷川瀬線（いわき市平下高久）
- 福島県道229号甲塚古墳線（いわき市平荒田目）
- 国道6号・福島県道159号草野停車場線（いわき市平下神谷御城）
- 福島県道35号いわき浪江線（いわき市平下神谷仲田）
- 国道6号上・福島県道160号四倉停車場線（いわき市四倉町字東一丁目、終点）

### 沿線にある施設など
- 国立病院機構いわき病院
- 永崎海水浴場
- 福島県立小名浜高等学校
- 三菱ケミカル小名浜事業所
- いわき市消防本部小名浜消防署